# Big Pun
Big Pun, abbreviazione di Big Punisher, pseudonimo di Christopher Lee Rios (New York, 10 novembre 1971 – White Plains, 7 febbraio 2000), è stato un rapper statunitense, emerso dalla scena underground del Bronx verso la fine degli anni novanta e deceduto a causa di un infarto cardiaco nel 2000, lasciando la moglie Liza Rios e tre figli.
Il nome d'arte deriva dall'eroe dei fumetti Marvel Punisher. Il suo album d'esordio Capital Punishment ha ricevuto una candidatura come Grammy Award al miglior album rap ai Grammy Awards 1999.

## Biografia
Big Pun nacque a South Bronx, area sud-occidentale del Bronx (New York), il 10 novembre del 1971 da una modesta famiglia di origini portoricane. Trascorse la sua infanzia con la madre ed il patrigno, che vorrebbe per lui una carriera militare. Le sue doti invece erano prettamente sportive, con una predilezione per il basket e la boxe. Incontrò Liza, con cui successivamente convolò a nozze, e andò ad abitare a casa della ragazza, trasferendosi successivamente dalla nonna a Miami.
Fino a questo punto svolse lavori di basso rango per sbarcare il lunario. La grande svolta arrivò con la riscossione di un premio assicurativo di circa mezzo milione di dollari come indennizzo per una gamba fratturatasi a cinque anni nel parco. Il denaro assicurò alla famiglia un tenore di vita dignitoso e permise a quello che verrà successivamente chiamato Big Moon Dawg di occuparsi della sua passione, l'hip hop. Nel 1989 Pun lega con Triple Seis e Cuban Link, formando con loro la Full A Clips Crew. Nel 1995 la crew desta l'attenzione di Fat Joe, ed in particolare proprio Pun.
Joe invita il rapper a registrare in studio sul brano Watch Out, presente in Jealous One's Envy, il talento dimostrato vale per Pun un contratto con la Loud Records. Esce l'album Capital Punishment, che diventa disco di platino dopo pochi mesi, spinto dal successo del singolo Still Not a Player, e ricevette una candidatura ai Grammy Awards 1999 nella categoria Grammy Award al miglior album rap. La sua salute non è però buona, afflitto da obesità, viene ricoverato in clinica dove muore per il già menzionato attacco cardiaco e per le complicanze respiratorie il 7 febbraio del 2000. Il suo secondo album in studio, Yeeeah Baby, fu pubblicato postumo nello stesso anno.

## Discografia

### Album in studio
- 1998 – Capital Punishment
- 2000 – Yeeeah Baby (Postumo)

in collaborazione
- 1999 - Terror Squad (con Terror Squad) (Terror Squad/Mystic/Big Beat/Atlantic)

### Raccolte
- 2001 - Endangered Species (Loud)

### Singoli
- 1997 - I'm Not a Player
- 1998 - Still Not a Player (feat. Joe)
- 1998 - You Came Up (feat. Noreaga)
- 2000 - It's So Hard (feat. Donell Jones)
- 2000 - 100% (feat. Tony Sunshine)
- 2001 - How We Roll (feat. Ashanti)
- 2014 - Lyrically Fit (The Bigger They R) (feat. Chris Rivers, Cormega, Shaquille O'Neal, Easy Mo Bee)

Come artista ospite
- 1996 - Firewater (Fat Joe feat. Big Pun, Raekwon e Armaggedon)
- 1997 - Off the Books (The Beatnuts feat. Big Pun e Cuban Link)
- 1997 - Some 1 2 Hold (Veronica feat. Big Pun e Cuban Link)
- 1998 - Western Ways Part II (Delinquent Habits feat. Big Pun e JuJu)
- 1998 - I'll Be Around (Rah Sun feat. Big Pun e Deuce)
- 1998 - Bet Ya Man Can't (Triz) (Fat Joe feat. Big Pun, Cuban Link e Triple Seis)
- 1999 - From N.Y. to N.O. (Mr. Serv-On feat. Big Pun)
- 1999 - On Point (Heavy D feat. 8Ball e Big Pun)
- 2000 - Symphony 2000 (Truck feat. Big Pun, Kool G Rap e KRS-One)

## Premi e riconoscimenti

### Candidature
1999
- Grammy Award al miglior album rap per l'album Capital Punishment.[3]